# Stamboom Louise van Oranje-Nassau (1828-1871)
Dit is de stamboom van Louise van Oranje-Nassau (1828-1871).
| Stamboom Louise van Oranje-Nassau (1828-1871)                               | Stamboom Louise van Oranje-Nassau (1828-1871)                                                                          | Stamboom Louise van Oranje-Nassau (1828-1871)                                                                          | Stamboom Louise van Oranje-Nassau (1828-1871)                                                 | Stamboom Louise van Oranje-Nassau (1828-1871)                                       | Stamboom Louise van Oranje-Nassau (1828-1871)                                       | Stamboom Louise van Oranje-Nassau (1828-1871)                                       | Stamboom Louise van Oranje-Nassau (1828-1871)                                                                  | Stamboom Louise van Oranje-Nassau (1828-1871)                                                                  | Stamboom Louise van Oranje-Nassau (1828-1871)                                                                  | Stamboom Louise van Oranje-Nassau (1828-1871)                                                                  | Stamboom Louise van Oranje-Nassau (1828-1871)                                                                  | Stamboom Louise van Oranje-Nassau (1828-1871)                                                  | Stamboom Louise van Oranje-Nassau (1828-1871)                                                  | Stamboom Louise van Oranje-Nassau (1828-1871)                                                  | Stamboom Louise van Oranje-Nassau (1828-1871)                                                  | Stamboom Louise van Oranje-Nassau (1828-1871)                                                  | Stamboom Louise van Oranje-Nassau (1828-1871)                                                  | Stamboom Louise van Oranje-Nassau (1828-1871)                                                  | Stamboom Louise van Oranje-Nassau (1828-1871)                                                  | Stamboom Louise van Oranje-Nassau (1828-1871)                                                  | Stamboom Louise van Oranje-Nassau (1828-1871)                                                  | Stamboom Louise van Oranje-Nassau (1828-1871)                                                  | Stamboom Louise van Oranje-Nassau (1828-1871)                                                  | Stamboom Louise van Oranje-Nassau (1828-1871)                                                  | Stamboom Louise van Oranje-Nassau (1828-1871)                                                  |
| --------------------------------------------------------------------------- | --- | --- | --------------------------------------------------------------------------------------------- | ----------------------------------------------------------------------------------- | ----------------------------------------------------------------------------------- | ----------------------------------------------------------------------------------- | --- | --- | --- | --- | --- | ---------------------------------------------------------------------------------------------- | ---------------------------------------------------------------------------------------------- | ---------------------------------------------------------------------------------------------- | ---------------------------------------------------------------------------------------------- | ---------------------------------------------------------------------------------------------- | ---------------------------------------------------------------------------------------------- | ---------------------------------------------------------------------------------------------- | ---------------------------------------------------------------------------------------------- | ---------------------------------------------------------------------------------------------- | ---------------------------------------------------------------------------------------------- | ---------------------------------------------------------------------------------------------- | ---------------------------------------------------------------------------------------------- | ---------------------------------------------------------------------------------------------- | ---------------------------------------------------------------------------------------------- |
| Grootouders                                                                 | Willem I van Oranje-Nassau (1772-1843) x 1791 Wilhelmina van Pruisen (1774-1837)                                       | Willem I van Oranje-Nassau (1772-1843) x 1791 Wilhelmina van Pruisen (1774-1837)                                       | Willem I van Oranje-Nassau (1772-1843) x 1791 Wilhelmina van Pruisen (1774-1837)              | Willem I van Oranje-Nassau (1772-1843) x 1791 Wilhelmina van Pruisen (1774-1837)    | Willem I van Oranje-Nassau (1772-1843) x 1791 Wilhelmina van Pruisen (1774-1837)    | Willem I van Oranje-Nassau (1772-1843) x 1791 Wilhelmina van Pruisen (1774-1837)    | Willem I van Oranje-Nassau (1772-1843) x 1791 Wilhelmina van Pruisen (1774-1837)                               | Willem I van Oranje-Nassau (1772-1843) x 1791 Wilhelmina van Pruisen (1774-1837)                               | Willem I van Oranje-Nassau (1772-1843) x 1791 Wilhelmina van Pruisen (1774-1837)                               | Willem I van Oranje-Nassau (1772-1843) x 1791 Wilhelmina van Pruisen (1774-1837)                               | Willem I van Oranje-Nassau (1772-1843) x 1791 Wilhelmina van Pruisen (1774-1837)                               | Frederik Willem III van Pruisen (1770-1840) x 1793 Louise van Mecklenburg-Strelitz (1776-1810) | Frederik Willem III van Pruisen (1770-1840) x 1793 Louise van Mecklenburg-Strelitz (1776-1810) | Frederik Willem III van Pruisen (1770-1840) x 1793 Louise van Mecklenburg-Strelitz (1776-1810) | Frederik Willem III van Pruisen (1770-1840) x 1793 Louise van Mecklenburg-Strelitz (1776-1810) | Frederik Willem III van Pruisen (1770-1840) x 1793 Louise van Mecklenburg-Strelitz (1776-1810) | Frederik Willem III van Pruisen (1770-1840) x 1793 Louise van Mecklenburg-Strelitz (1776-1810) | Frederik Willem III van Pruisen (1770-1840) x 1793 Louise van Mecklenburg-Strelitz (1776-1810) | Frederik Willem III van Pruisen (1770-1840) x 1793 Louise van Mecklenburg-Strelitz (1776-1810) | Frederik Willem III van Pruisen (1770-1840) x 1793 Louise van Mecklenburg-Strelitz (1776-1810) | Frederik Willem III van Pruisen (1770-1840) x 1793 Louise van Mecklenburg-Strelitz (1776-1810) | Frederik Willem III van Pruisen (1770-1840) x 1793 Louise van Mecklenburg-Strelitz (1776-1810) | Frederik Willem III van Pruisen (1770-1840) x 1793 Louise van Mecklenburg-Strelitz (1776-1810) | Frederik Willem III van Pruisen (1770-1840) x 1793 Louise van Mecklenburg-Strelitz (1776-1810) | Frederik Willem III van Pruisen (1770-1840) x 1793 Louise van Mecklenburg-Strelitz (1776-1810) |
| Ouders                                                                      | Frederik van Oranje-Nassau (1797-1881) x 1825 Louise van Pruisen (1808-1870)                                           | Frederik van Oranje-Nassau (1797-1881) x 1825 Louise van Pruisen (1808-1870)                                           | Frederik van Oranje-Nassau (1797-1881) x 1825 Louise van Pruisen (1808-1870)                  | Frederik van Oranje-Nassau (1797-1881) x 1825 Louise van Pruisen (1808-1870)        | Frederik van Oranje-Nassau (1797-1881) x 1825 Louise van Pruisen (1808-1870)        | Frederik van Oranje-Nassau (1797-1881) x 1825 Louise van Pruisen (1808-1870)        | Frederik van Oranje-Nassau (1797-1881) x 1825 Louise van Pruisen (1808-1870)                                   | Frederik van Oranje-Nassau (1797-1881) x 1825 Louise van Pruisen (1808-1870)                                   | Frederik van Oranje-Nassau (1797-1881) x 1825 Louise van Pruisen (1808-1870)                                   | Frederik van Oranje-Nassau (1797-1881) x 1825 Louise van Pruisen (1808-1870)                                   | Frederik van Oranje-Nassau (1797-1881) x 1825 Louise van Pruisen (1808-1870)                                   | Frederik van Oranje-Nassau (1797-1881) x 1825 Louise van Pruisen (1808-1870)                   | Frederik van Oranje-Nassau (1797-1881) x 1825 Louise van Pruisen (1808-1870)                   | Frederik van Oranje-Nassau (1797-1881) x 1825 Louise van Pruisen (1808-1870)                   | Frederik van Oranje-Nassau (1797-1881) x 1825 Louise van Pruisen (1808-1870)                   | Frederik van Oranje-Nassau (1797-1881) x 1825 Louise van Pruisen (1808-1870)                   | Frederik van Oranje-Nassau (1797-1881) x 1825 Louise van Pruisen (1808-1870)                   | Frederik van Oranje-Nassau (1797-1881) x 1825 Louise van Pruisen (1808-1870)                   | Frederik van Oranje-Nassau (1797-1881) x 1825 Louise van Pruisen (1808-1870)                   | Frederik van Oranje-Nassau (1797-1881) x 1825 Louise van Pruisen (1808-1870)                   | Frederik van Oranje-Nassau (1797-1881) x 1825 Louise van Pruisen (1808-1870)                   | Frederik van Oranje-Nassau (1797-1881) x 1825 Louise van Pruisen (1808-1870)                   | Frederik van Oranje-Nassau (1797-1881) x 1825 Louise van Pruisen (1808-1870)                   | Frederik van Oranje-Nassau (1797-1881) x 1825 Louise van Pruisen (1808-1870)                   | Frederik van Oranje-Nassau (1797-1881) x 1825 Louise van Pruisen (1808-1870)                   |
| Louise van Oranje-Nassau (1828-1871) x 1850 Karel XV van Zweden (1826-1872) | | |                                                                                               |                                                                                     |                                                                                     |                                                                                     | | | | | |                                                                                                |                                                                                                |                                                                                                |                                                                                                |                                                                                                |                                                                                                |                                                                                                |                                                                                                |                                                                                                |                                                                                                |                                                                                                |                                                                                                |                                                                                                |                                                                                                |
| Kinderen                                                                    | Louise (1851-1926) x 1869 Frederik VIII van Denemarken (1843-1912)                                                     | Louise (1851-1926) x 1869 Frederik VIII van Denemarken (1843-1912)                                                     | Louise (1851-1926) x 1869 Frederik VIII van Denemarken (1843-1912)                            | Louise (1851-1926) x 1869 Frederik VIII van Denemarken (1843-1912)                  | Louise (1851-1926) x 1869 Frederik VIII van Denemarken (1843-1912)                  | Louise (1851-1926) x 1869 Frederik VIII van Denemarken (1843-1912)                  | Louise (1851-1926) x 1869 Frederik VIII van Denemarken (1843-1912)                                             | Louise (1851-1926) x 1869 Frederik VIII van Denemarken (1843-1912)                                             | Louise (1851-1926) x 1869 Frederik VIII van Denemarken (1843-1912)                                             | Louise (1851-1926) x 1869 Frederik VIII van Denemarken (1843-1912)                                             | Louise (1851-1926) x 1869 Frederik VIII van Denemarken (1843-1912)                                             | Louise (1851-1926) x 1869 Frederik VIII van Denemarken (1843-1912)                             | Louise (1851-1926) x 1869 Frederik VIII van Denemarken (1843-1912)                             | Louise (1851-1926) x 1869 Frederik VIII van Denemarken (1843-1912)                             | Louise (1851-1926) x 1869 Frederik VIII van Denemarken (1843-1912)                             | Louise (1851-1926) x 1869 Frederik VIII van Denemarken (1843-1912)                             | Louise (1851-1926) x 1869 Frederik VIII van Denemarken (1843-1912)                             | Louise (1851-1926) x 1869 Frederik VIII van Denemarken (1843-1912)                             | Louise (1851-1926) x 1869 Frederik VIII van Denemarken (1843-1912)                             | Louise (1851-1926) x 1869 Frederik VIII van Denemarken (1843-1912)                             | Louise (1851-1926) x 1869 Frederik VIII van Denemarken (1843-1912)                             | Louise (1851-1926) x 1869 Frederik VIII van Denemarken (1843-1912)                             | Karel Oscar (1852-1854)                                                                        | Karel Oscar (1852-1854)                                                                        |                                                                                                |
| Kleinkinderen                                                               | Christiaan X (1870-1947) Koning van Denemarken x1898 Stamboom Alexandrine Augusta van Mecklenburg-Schwerin (1879-1952) | Christiaan X (1870-1947) Koning van Denemarken x1898 Stamboom Alexandrine Augusta van Mecklenburg-Schwerin (1879-1952) | Karel (1872-1952) Haakon VII van Noorwegen x 1896 Maud van Saksen-Coburg en Gotha (1869-1938) | Louise Caroline (1875-1906) x 1896 Frederik George van Schaumburg-Lippe (1868-1945) | Louise Caroline (1875-1906) x 1896 Frederik George van Schaumburg-Lippe (1868-1945) | Louise Caroline (1875-1906) x 1896 Frederik George van Schaumburg-Lippe (1868-1945) | Harald Christiaan (1876-1949) x 1909 Helene Adelheid van Sleeswijk-Holstein-Sonderburg- Glücksburg (1888-1962) | Harald Christiaan (1876-1949) x 1909 Helene Adelheid van Sleeswijk-Holstein-Sonderburg- Glücksburg (1888-1962) | Harald Christiaan (1876-1949) x 1909 Helene Adelheid van Sleeswijk-Holstein-Sonderburg- Glücksburg (1888-1962) | Harald Christiaan (1876-1949) x 1909 Helene Adelheid van Sleeswijk-Holstein-Sonderburg- Glücksburg (1888-1962) | Harald Christiaan (1876-1949) x 1909 Helene Adelheid van Sleeswijk-Holstein-Sonderburg- Glücksburg (1888-1962) | Ingeborg Charlotte (1878-1958) x 1897 Karel van Zweden (1861-1951)                             | Ingeborg Charlotte (1878-1958) x 1897 Karel van Zweden (1861-1951)                             | Ingeborg Charlotte (1878-1958) x 1897 Karel van Zweden (1861-1951)                             | Ingeborg Charlotte (1878-1958) x 1897 Karel van Zweden (1861-1951)                             | Thyra Louise (1880-1945)                                                                       | Christiaan Frederik (1887-1944)                                                                | Dagmar Louise (1890-1961) x 1922 Jørgen Castenskiold (1893-1978)                               | Dagmar Louise (1890-1961) x 1922 Jørgen Castenskiold (1893-1978)                               | Dagmar Louise (1890-1961) x 1922 Jørgen Castenskiold (1893-1978)                               | Dagmar Louise (1890-1961) x 1922 Jørgen Castenskiold (1893-1978)                               | Dagmar Louise (1890-1961) x 1922 Jørgen Castenskiold (1893-1978)                               | -                                                                                              | -                                                                                              |                                                                                                |
| Achterkleinkinderen                                                         | Frederik IX (1899–1972)                                                                                                | Knoet Christiaan (1900–1976)                                                                                           | Alexander Frederik Eduard Christiaan (1903-1991) Olaf V van Noorwegen                         |                                                                                     | Marie Luise (1897-1938)                                                             | Christian (1898-1974)                                                               | Stephanie (1899-1925)                                                                                          | Feodora (1910-1975)                                                                                            | Caroline Mathilde (1912-1995)                                                                                  | Alexandrine Louise (1914-1962)                                                                                 | Gorm Christiaan (1919-1991)                                                                                    | Olaf Christiaan (1923-1990)                                                                    | Margaretha (1899-1977)                                                                         | Märtha (1901-1954)                                                                             | Astrid (1905-1935)                                                                             | Karel (1911-2003)                                                                              | -                                                                                              | -                                                                                              | Carl (1923-2006)                                                                               | Christian Ludwig (1926)                                                                        | Jørgen (1928-1964)                                                                             | Dagmar (1930)                                                                                  | Christian Frederik (1931-1937)                                                                 | -                                                                                              | -                                                                                              |